# معركة جراند بري
كانت معركة جراند بري، والمعروفة أيضًا باسم معركة ميناس، معركة في حرب الملك جورج التي وقعت بين قوات نيو إنغلاند والقوات الكندية والميغماك والقوات الأكادية في المدينة التي تسمى حاليًا باسم جراند بري، نوفا سكوشا في شتاء عام 1747 خلال حرب الخلافة النمساوية. وقد قامت قوات نيو إنغلاند بتطويق أنابوليس رويال وأرادت تأمين مدخل خليج فندي. وقد باغتت القوات الفرنسية، بقيادة نيكولاس أنطوان كولون دي فيلير ولويس دي لا كورن، شوفالييه دي لا كورن بأوامر من جان باتيست نيكولا روش دي راميزاي، قوة من ميليشيا ماساتشوستس التي كانت تقيم بالقرية وهزمتهم.

## الخلفية التاريخية

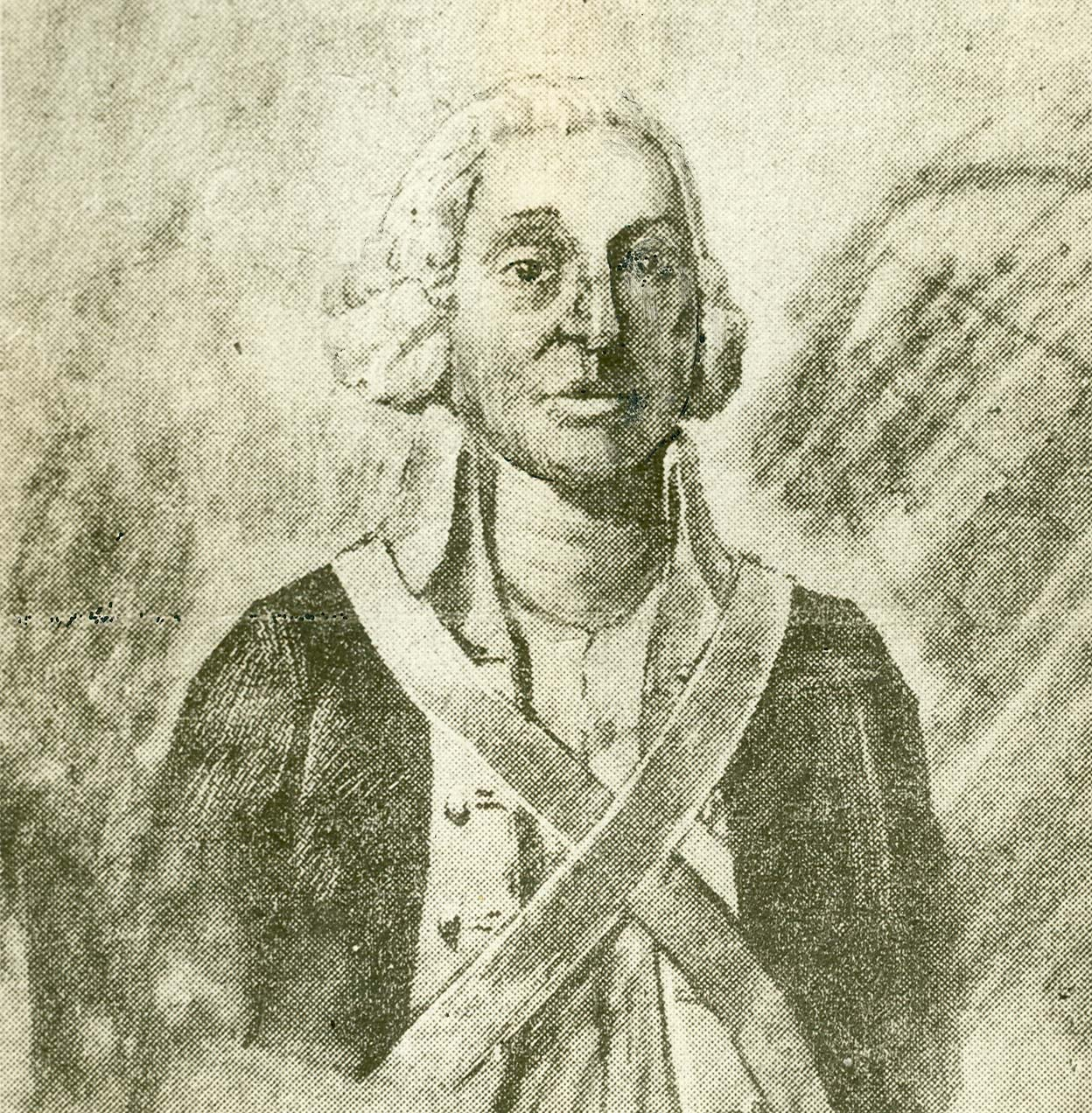
القائد جاديديا بريبل

كانت مدينة جراند بري نقطة انطلاق لحصار الفرنسيين والميغماك لمدينة أنابوليس رويال في (1744) و1745. ونتيجة لذلك، طلب حارس نيو إنغلاند جون جورهام بالسيطرة على جراند بري بعد الحصار الأول عام 1744 ومرة أخرى بعد الحصار الثاني.
قامت القوات الفرنسية بمحاولة أخرى في العاصمة عام 1746 تحت قيادة دي راميزاي، الذي اضطر إلى الانسحاب من العاصمة نتيجة فشل حملة دوك دانفيل. وتراجع دي راميزاي إلى بوباسين. (وخلال هذه الفترة الزمنية، أرسل راميزاي قوات إلى بورت لا جوي، التي يحتلها البريطانيون، على ما يسمى اليوم بـجزيرة الأمير إدوارد. وفي معركة شرسة، قتل رجال راميزاي 34 جنديًا بريطانيًا وأسروا البقية.)
وردًا على الهجمات على أنابوليس رويال التي كانت تجري في جراند بري (وتشينكتو)، أرسل الحاكم شيرلي العقيد آرثر نوبل ومئات الجنود من نيو إنغلاند لضمان السيطرة على جراند بري. وفي أوائل ديسمبر من عام 1746، تم إرسال قوة مكونة من مائة رجل تحت قيادة القائد تشارلز موريس إلى جراند بري. وأخيرًا، انضم إلى هذه القوات قوات تحت قيادة القادة جاديديا بريبل وبنيامين كولدثويت، ورينجرز العقيد جورهام. ووصل العقيد نوبل عن طريق البحر مع قوة إضافية قوامها مائة رجل في أوائل يناير عام 1747، وقد كان العدد الإجمالي يقدر بحوالي خمسمائة جندي من نيو إنغلاند متمركزين في جراند بري. وفي البداية أقام الجنود في جراند بري والعديد من المجتمعات المجاورة. ولدى وصول نوبل أمر القوات بالحضور إلى جراند بري التي كانوا يقيمون فيها في 24 منزلاً تمتد عبر القرية لما يقرب من ميلين ونصف. وفي هذه المرحلة المبكرة، حذر بعض سكان جراند بري سكان نيو إنغلاند أن "راميزاي أعد بعض الخطط" لمهاجمتهم. ولكنهم تجاهلوا التحذير لأنهم شعروا أن توقع هذا الهجوم أمر "غير عملي" لأنه يعني المشي لمسافة طويلة خلال الثلج العميق وعبر "الأنهار التي تجمدت بالجليد العائم صعودًا وهبوطًا.

## رحلة من بوباسين

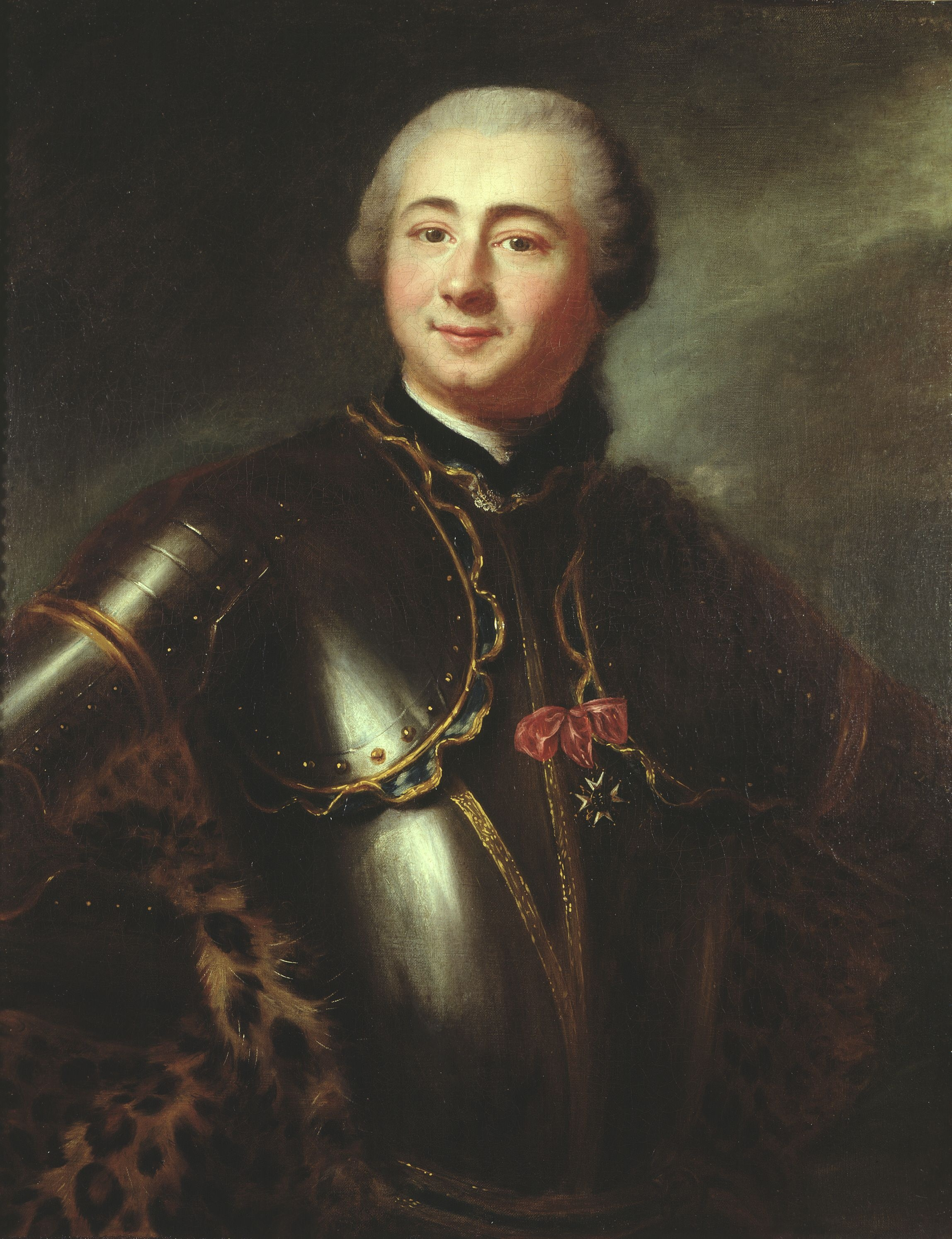
تشارلز ديشان دو بويبير ودو رافيتو

بعد شدة الحملة التي شُنت العام السابق في نوفا سكوشا الكندية «ضعفت كتيبة الجيش بشكل غير عادي بسبب الأمراض» بما فيهم راميزاي ولهذا السبب فوض الأمر بالهجوم إلى القائد كولون دي فيلير، وفي 21 يناير 1747، بدأ الفرنسيون مسيرة في الشتاء استغرقت واحدًا وعشرين يومًا إلى ميناس. وقد تتبعت القوات، على أحذية التزلج والزلاجات التي يستخدمونها، بعد عبور خليج فيرت، شاطئ نورثمبرلاند إلى تاتماجوش، عابرين جبال كوبيكويد إلى خليج كوبيكويد بالقرب من ترورو حاليًا، وبحلول يوم الثاني من فبراير وصلت القوات إلى نهر شوبينيكادي حيث وجدوا النهر مغلقًا بالجليد ومن الخطر للغاية أن تعبره القوة الرئيسية. كما أمر دي فيلير بويبير يعبور النهر مع عشرة رجال «لسد الطرق أمام سكان هذه المنطقة للتأكد من عدم كشفهم.». وخلال الرحلة انضمت الميليشيا الأكادية ومحاربو الميغماك إلى القوة الكندية، وجاءت المزيد من المساعدة عندما قامت العائلات الأكادية المحلية بإيوائهم وإطعامهم وأيضًا بإمدادهم بمعلومات عن مواقع جنود نيو إنغلاند. وبالرغم من ذلك، كان هناك أكاديون لم يكونوا حلفاء لهم. وفي كوبيكويد (ترورو)، أخذ دي فيلير احتياطاته «لإغلاق كافة الطرق لأن السكان السيئي النية يمكنهم المرور وتحذير الإنجليز بمسيرتنا.»

## وصلات خارجية
- "Battle at Grand Pré"
- Historic Sites Monument Board plaque about the Attack at Grand Pre
- Jean-Baptiste-Nicolas-Roch de Ramezay
- Nicolas-Antoine Coulon de Villiers
- Arthur Noble
- "battle%20of%20minas"&pg=PA106#v=onepage&q="battle%20of%20minas"&f=false French and British accounts of the battle